# Гуанси-Чжуанский автономный район
Гуанси́-Чжуа́нский автоно́мный райо́н (кит. упр. 广西壮族自治区, пиньинь Guǎngxī Zhuàngzú Zìzhìqū, палл. Гуанси чжуанцзу цзычжицюй; чжуанск. Gvangjsih Bouxcuengh Swcigih) — автономный район на юге Китая. Административный центр и крупнейший город — Наньнин. Согласно переписи 2020 года в Гуанси проживало 50,126 млн человек.

## Название
После того, как империя Хань в 111 году до н. э. завоевала государства Наньюэ и включила эти земли в свой состав, власти нового региона в итоге разместились в уезде Гуансинь (广信县), находившегося на землях современных Учжоу и Фэнкай. Впоследствии земли, располагавшиеся к востоку от места размещения властей, стали называть «Гуандун» («к востоку от Гуансиня»), а к западу — Гуанси («к западу от Гуансиня»).

## География

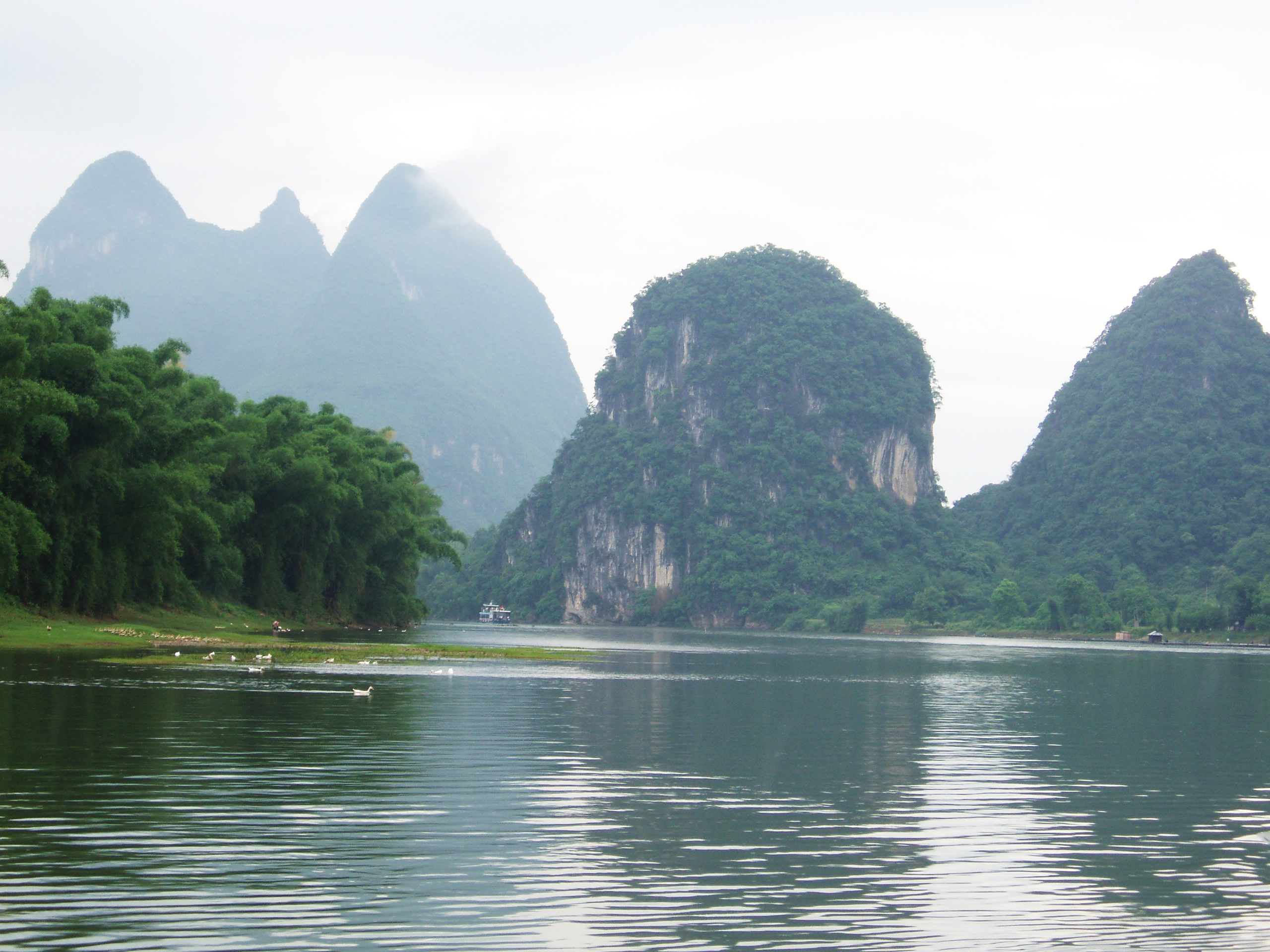
Река Лицзян

Площадь территории — 235 001 км² (9-е место среди административных единиц КНР провинциального уровня). Автономный район располагается на юге Китая, выходя к Тонкинскому заливу Южно-Китайского моря. На юго-востоке и востоке граничит с Гуандуном, на северо-востоке — с Хунанью, на севере — с Гуйчжоу, на западе — с Юньнанью и на юго-западе — с Вьетнамом.
По мере удаления от морского берега рельеф повышается, и север автономного района занимает Гуйчжоуское нагорье (простирающееся и на провинцию Гуйчжоу) с характерными для него разнообразными проявлениями карста. В центре района (так называемая Гуансийская котловина) холмы перемежаются с равнинами; холмы и горы составляют 70,8 % территории района, равнины — 29,2 %.
Естественным рубежом автономного района на севере является горный хребет Улиншань с пятью главными горными проходами, которые открывают путь из северных районов Китая на юг.
Бо́льшая часть территории автономного района относится к бассейну реки Чжуцзян. Климат — субтропический, муссонный.
Лесов на территории автономного района немного. Имеются разнообразные полезные ископаемые: каменный уголь, железная руда, марганец, олово, сурьма, висмут и др.

## История
Впервые эти земли оказались под китайской властью ещё в III веке до н. э., когда китайские земли были впервые объединены в империю Цинь. После её краха в 207 году до н. э. один из циньских чиновников, командовавший во время циньского вторжения одной из пяти армий Чжао То, основал на землях байюэ независимое государство Наньюэ (Намвьет) со столицей в городе Паньюй (ныне — Гуанчжоу), охватывавшее земли современных Гуанси-Чжуанского автономного района, провинций Гуандун и Хайнань, а также северного Вьетнама. В 111 году до н. э. ханьский император У-ди направил против Намвьета две армии под командованием Лу Бодэ и Ян Пу, которые захватили Паньюй, а затем и всю страну. Государство Намвьет было ликвидировано, а его земли вошли в состав империи Хань.
После того, как в XIII веке монголы завоевали китайские земли и основали империю Юань, эти земли оказались в подчинении Хугуанского син-чжуншушэна (湖广等处行中书省). Так как территория в его ведении была очень большой, было создано несколько подчинённых структур — в частности, Гуанси-Лянцзянский департамент по умиротворению (广西两江道宣慰司), власти которого сначала разместились в Юнчжоуском регионе (современный Наньнин), а затем переехали в Цзинцзянский регион (современный Гуйлинь). В середине XIV века эта структура была выделена в отдельный Гуансиский син-чжуншушэн (广西等处行中书省). Вскоре после этого власть монголов была свергнута, и в составе новой империи Мин структура Гуансиского син-чжуншушэна была преобразована в 1376 году в аппарат губернатора провинции Гуанси.
В конце 1949 года, на заключительном этапе гражданской войны в Китае, действия Народно-освободительной армии Китая, руководимой коммунистами, по вытеснению из Гуанси гоминьдановских войск вылились в Гуансийскую операцию (31 октября — 14 декабря). В ходе её силы 4-й полевой армии Линь Бяо 22 ноября заняли провинциальную столицу Гуйлинь, 4 декабря — Наньнин, а 11 декабря вышли к таможенному посту на границе с Вьетнамом.
После вхождения в состав КНР провинция Гуанси, как и прочие провинции страны, была разделена на «специальные районы». Однако новое административное устройство провинции было сформировано не сразу, и в 1950-х годах оно менялось в весьма широком диапазоне. Чтобы провинция получила выход к морю, в её состав в 1952 году был переведён Специальный район Циньчжоу (с портами Бэйхай и Фанчэн), до этого входивший в состав провинции Гуандун. В декабре 1952 года три специальных района в западной и центральной частях провинции Гуанси были подчинены новой структуре — Гуйси-Чжуанскому автономному району (桂西壮族自治区). В 1955 году Специальный район Циньчжоу был возвращён в состав провинции Гуандун, а в 1956 году Гуйси-Чжуанский автономный район был переименован в Гуйси-Чжуанский автономный округ (桂西僮族自治州).
5 марта 1958 года Гуйси-Чжуанский автономный округ был упразднён, а вся провинция Гуанси была преобразована в Гуанси-Чжуанский автономный район. В июне 1965 года в его состав из провинции Гуандун был вновь передан Специальный район Циньчжоу, и автономный район приобрёл свои современные границы. В 1971 году «специальные районы» были переименованы в «округа», а к концу XX века они были преобразованы в городские округа.

## Население
По данным национальной переписи населения Китайской Народной Республики 2020 года, численность постоянного населения региона составляла 50 126 804 человека. Численность населения, проживающего в городах, составляла 27 170 956 человек (54,2 % от общей численности населения); численность населения, проживающего в сельской местности, составляла 22 955 848 человек (45,8 % от общей численности населения).
Гуанси – многонациональный автономный регион с 12 коренными этническими группами, в том числе чжуаны, ханьцы, яо, мяо, дуны, мулао, маонань, хуэйцы, цзин (вьеты), и, шуйцы и гэлао. Другие этнические меньшинства в Гуанси включают маньчжуров, монголов, корейцев, тибетцев, хлай и туцзя. По состоянию на 2020 год среди постоянного населения региона численность китайцев-ханьцев составляла 31 318 824 человека (62,48 %); численность различных этнических меньшинств составляла 18 807 980 человек (37,52 %). Ханьцы Гуанси в основном проживают вдоль южного побережья автономного района и в восточной части. Основными подгруппами ханьцев являются те, кто говорит на различных юэских диалектах и на юго-западном диалекте севернокитайского языка. На юэских диалектах циньчжоу и гулоу говорят в южных и восточных регионах соответственно. На языке пинхуа говорят в Наньнине и Гуйлине. В уездах Лучуань, Бобай и в некоторых районах, граничащих с Вьетнамом, проживают говорящие на языке хакка.
В Гуанси проживает более 16 миллионов чжуанов (крупнейшее этническое меньшинство в Китае); они составляют более 90 % китайских чжуанов, особенно много их в центральных и западных регионах. Высокая концентрация чжуанов имеется в Наньнине, Лючжоу, Чунцзо, Байсэ, Хэчи и Лайбине. Самая высокая концентрация чжуанов наблюдается в уездном городе Цзинси — в публикации Народного правительства Гуанси за 2021 год говорится, что 99,7 % население Цзинси составляли чжуаны.
| Этносы              | китайцы-ханьцы | чжуаны     | яо        | мяо     | дуны    | мулао   | маонань | хуэйцы | буи    | цзин (вьеты) | остальные |
| ------------------- | -------------- | ---------- | --------- | ------- | ------- | ------- | ------- | ------ | ------ | ------------ | --------- |
| Население           | 31,318,824     | 15,721,956 | 1,683,038 | 578,122 | 362,580 | 180,185 | 73,199  | 35,347 | 31,303 | 29,326       | 112,924   |
| Процент (%)         | 62.48          | 31.36      | 3.36      | 1.15    | 0.72    | 0.36    | 0.15    | 0.07   | 0.06   | 0.06         | 0.23      |
| Доля меньшинств (%) | －             | 83.59      | 8.95      | 3.07    | 1.93    | 0.96    | 0.39    | 0.19   | 0.17   | 0.16         | 0.60      |

## Административное деление
Автономный район делится на 14 городских округов.
| Карта | №         | Русское название | Китайское название | Пиньинь            | Чжуанское название |
| ----- | --------- | ---------------- | ------------------ | ------------------ | ------------------ |
|       |           |                  |                    |                    |                    |
| 1     | Байсэ     | 百色市           | Bǎisè Shì          | Bwzswz Si          |                    |
| 2     | Хэчи      | 河池市           | Héchí Shì          | Hozciz Si          |                    |
| 3     | Лючжоу    | 柳州市           | Liǔzhōu Shì        | Liujcouh Si        |                    |
| 4     | Гуйлинь   | 桂林市           | Guìlín Shì         | Gveilinz Si        |                    |
| 5     | Хэчжоу    | 贺州市           | Hèzhōu Shì         | Hocouh Si          |                    |
| 6     | Чунцзо    | 崇左市           | Chóngzuǒ Shì       | Cungzcoj Si        |                    |
| 7     | Наньнин   | 南宁市           | Nánníng Shì        | Nanzningz Si       |                    |
| 8     | Лайбинь   | 来宾市           | Láibīn Shì         | Laizbinh Si        |                    |
| 9     | Гуйган    | 贵港市           | Guìgǎng Shì        | Gveigangj Si       |                    |
| 10    | Учжоу     | 梧州市           | Wúzhōu Shì         | Vuzcouh Si         |                    |
| 11    | Фанчэнган | 防城港市         | Fángchénggǎng Shì  | Fangzcwngzgangj Si |                    |
| 12    | Циньчжоу  | 钦州市           | Qīnzhōu Shì        | Ginhcouh Si        |                    |
| 13    | Бэйхай    | 北海市           | Běihǎi Shì         | Bwzhaij Si         |                    |
| 14    | Юйлинь    | 玉林市           | Yùlín Shì          | Yilinz Si          |                    |

## Вооружённые силы
В Наньнине расположен штаб сухопутных войск Южного военного округа; в Гуйлине — центр МТО Южного военного округа и Гуйлиньское училище сухопутных войск; в Лючжоу — штаб 623-й ракетной бригады и крупная авиабаза; в Бэйхае — военно-морская база Южного флота.

## Экономика

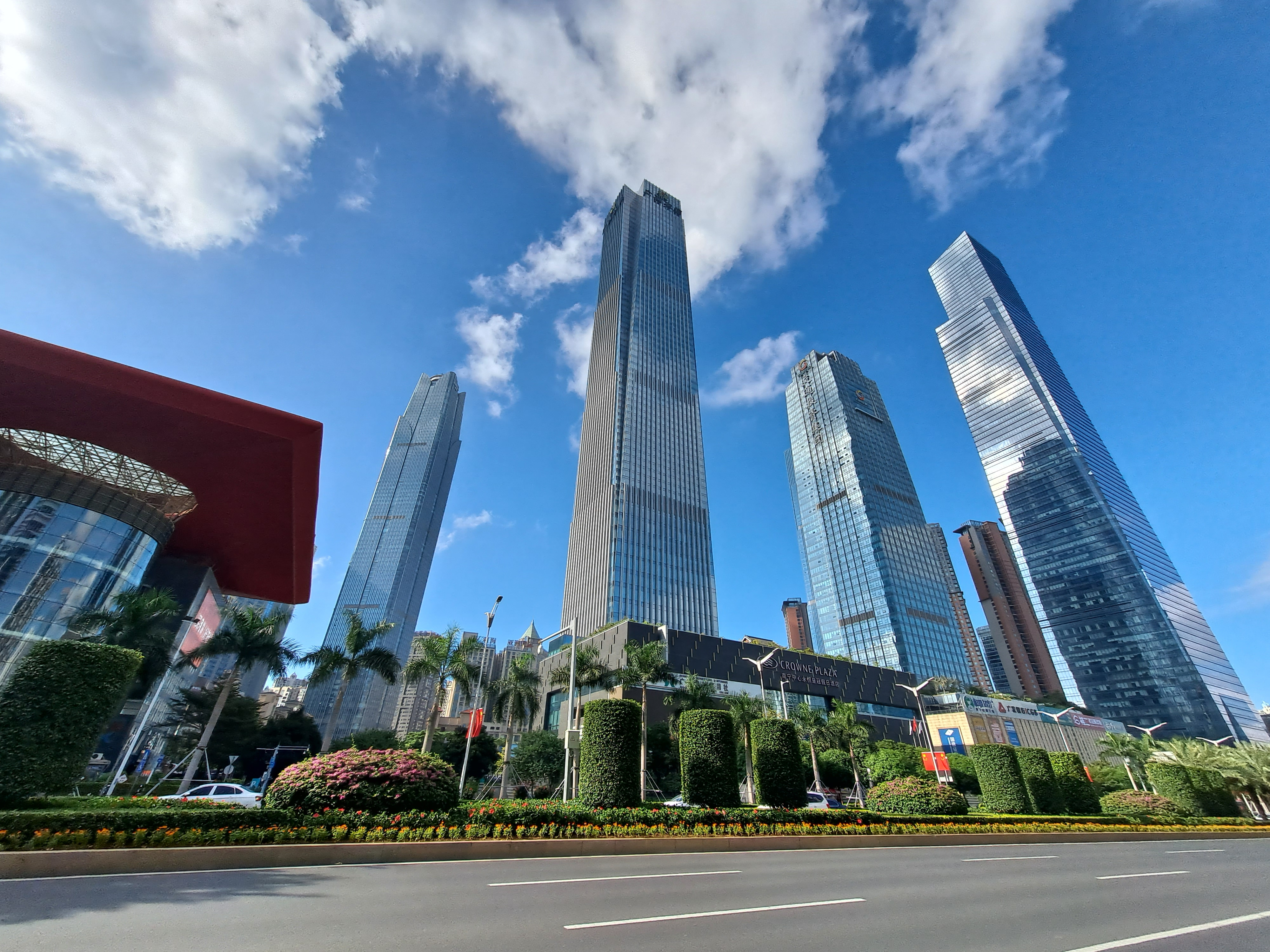
Деловой район Дунмэн в Наньнине

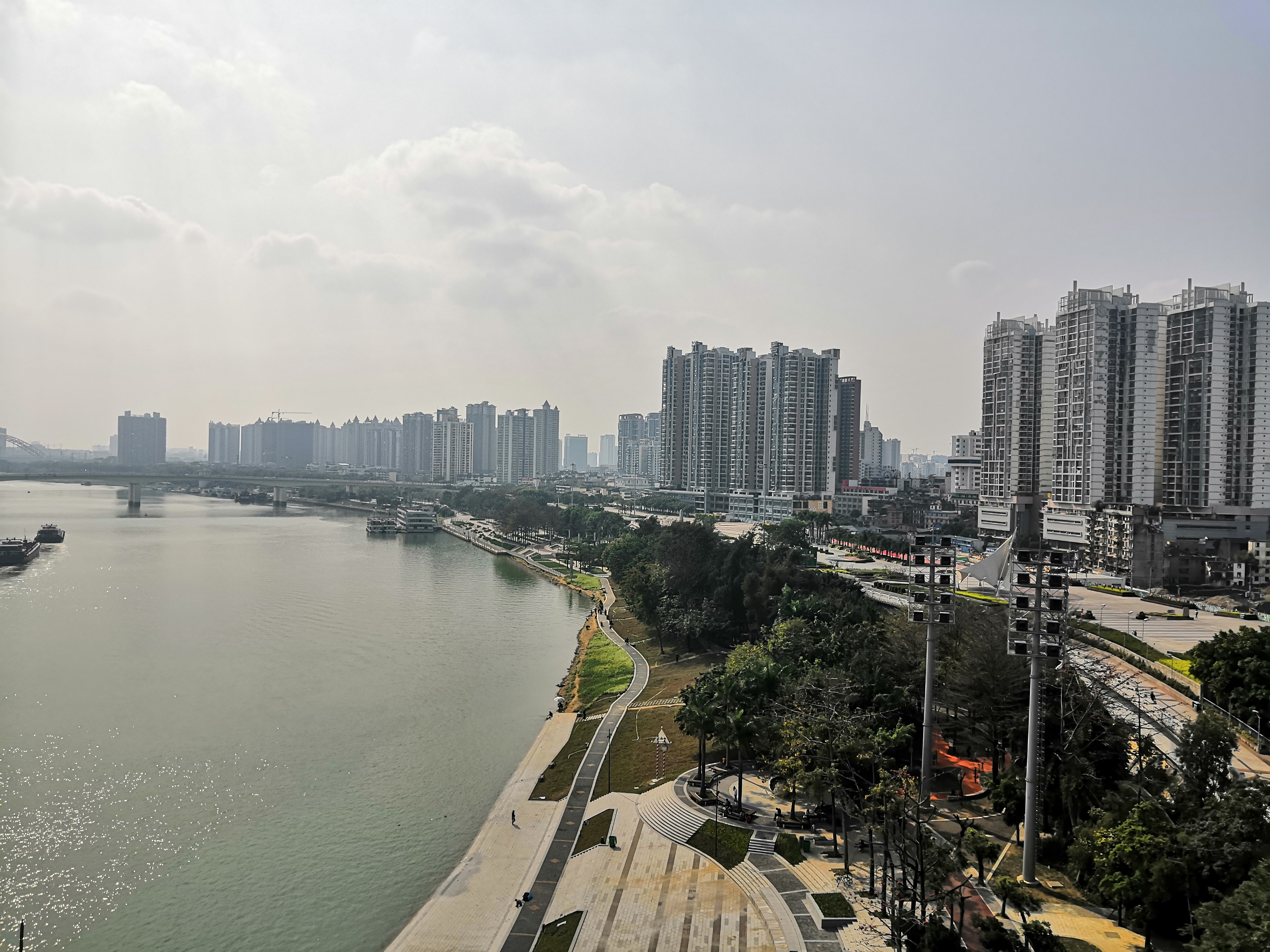
Набережная в Наньнине

По итогам 2021 года валовой региональный продукт Гуанси-Чжуанского автономного района вырос на 7,5 % в годовом исчислении и превысил 2,4 трлн юаней (около 379 млрд долл. США), налоговые поступления района выросли на 8,1 % и составили почти 302,8 млрд юаней.

### Сельское хозяйство

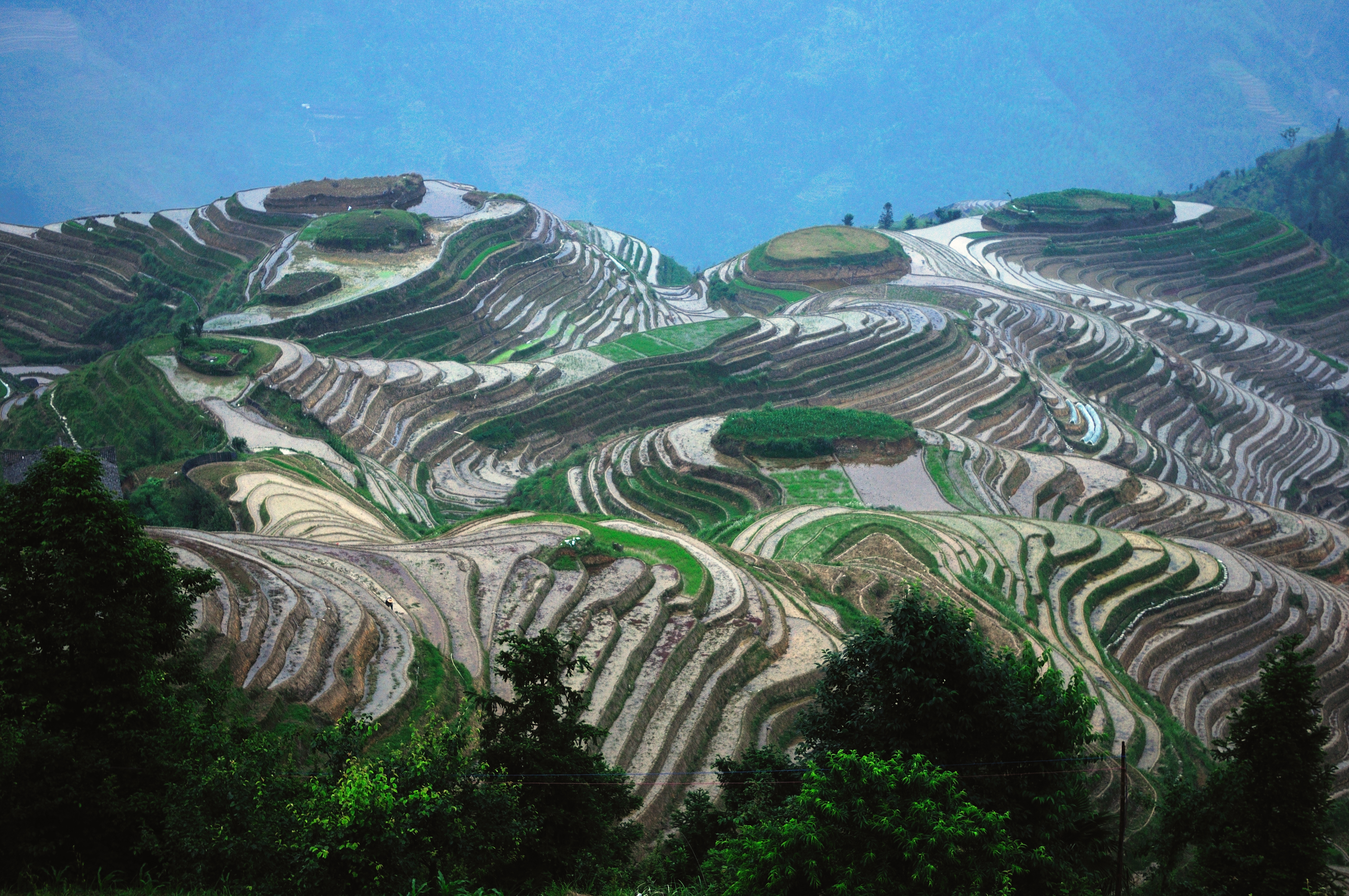
Рисовые поля

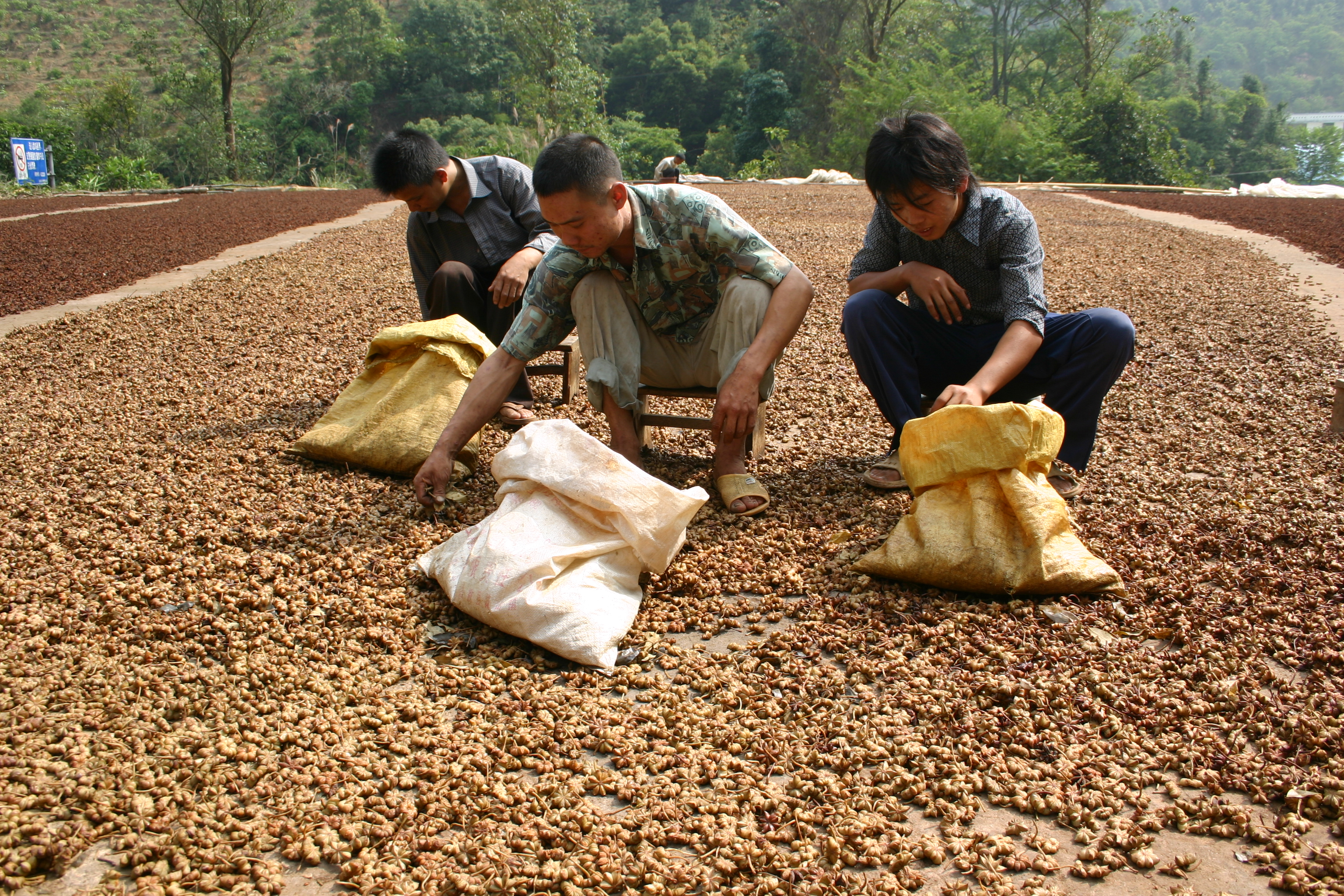
Сушка аниса

Гуанси-Чжуанский автономный район занимает первое место в Китае по производству тропических фруктов (в 2022 году на него пришлось 1/8 производства всех фруктов в стране). В частности, район занимает первое место в Китае по сбору цитрусовых (1/10 мирового сбора), хурмы, питахайи и маракуйи, второе место по сбору манго, ананасов, личи и лонгана. В 2022 году площадь фруктовых плантаций в Гуанси превысила 1,33 млн га, объем сбора фруктов составил 30,8 млн тонн (в том числе цитрусовых — 18 млн тонн), а общая стоимость собранных фруктов — более 170 млрд юаней (23,65 млрд долл. США).
Также в Гуанси выращивают звёздчатый анис (85 % мирового сбора), рис, кукурузу, сладкий картофель, сахарный тростник, арахис, табак и кенаф.

### Добыча сырья
В районе имеются крупные залежи бокситов, олова и марганца. В заливе Бэйбу китайские компании добывают нефть.

### Промышленность
Крупнейшими промышленными центрами района являются Наньнин, Лючжоу, Гуйлинь и Учжоу. Важную роль играет производство цветных и черных металлов (Liuzhou Iron and Steel, Guigang Iron and Steel, Guangxi Shenglong Metallurgical и Pingguo Aluminium Industry), дорожно-строительной техники (Guangxi Liugong Machinery), автомобилей (SAIC-GM-Wuling, Guangxi Automobile Group и Dongfeng Liuzhou Motor), автобусов (Guilin Daewoo Bus), двигателей (Yuchai Machinery Group и Guangxi Cummins Industrial Power), автокомплектующих (Nanning Zhihong Technology, Liuxin Auto Stamping и Shuangfei Auto Electric Appliances), инженерно-строительного оборудования (Liuzhou OVM Machinery), электроники (Techshine Electronics), бумаги и целлюлозы (Jingui Pulp and Paper, Guangxi Sun Paper, Hwagain Group и Stora Enso), цемента (China Resources Cement), сахара (Yangpu Nanhua Sugar и Nanning Sugar Industry), сигарет (Guangxi China Tobacco и Guangxi Zhongyan Industry), пива (Yanjing Beer), комбикормов (Baiyang Investment Group и Guangxi Fufeng Group), пищевых продуктов (Nanfang Black Sesame Group, Royal Group, Nanning Shuanghui Food и Angel Yeast Liuzhou), фармацевтики и средств традиционной китайской медицины (Wuzhou Zhongheng Group и Guilin Sanjin Pharmaceutical), химической продукции (Mingli Group), солнечных батарей и оптических приборов, а также энергетика (Guangxi Investment Group и Guangxi Power Grid), очистка вод и утилизация отходов (Guangxi Bossco), деревообработка (Fenglin Wood Industry).

### Зонирование
В Гуанси расположено несколько зон приоритетного развития:
- Guilin National New & Hi-Tech Industrial Development Zone (Гуйлинь)
- Nanning National Hi-Tech Industrial Development Zone (Наньнин)
- Nanning Economic & Technological Development Area (Наньнин)
- Yongning Economic Development Zone (Наньнин)
- Beihai Export Processing Zone (Бэйхай)
- Dongxing Border Economic Cooperation Area (Фанчэнган)
- Pingxiang Border Economic Cooperation Zone (Чунцзо)

### Внешняя торговля
С 1999 года крупнейшим внешнеторговым партнёром Гуанси является Вьетнам. Важное значение имеет торговля с Лаосом, который поставляет на китайский рынок пиво, кофе и горнорудное сырьё, взамен импортируя электронику, промышленное оборудование и чай.
В 2023 году общий объем внешней торговли Гуанси составил 693,65 млрд юаней (97,51 млрд долл. США), увеличившись на 7,3 % в годовом исчислении. Экспорт из автономного района вырос на 1,5 % в годовом исчислении до 363,95 млрд юаней, а импорт увеличился на 14,6 % до 329,7 млрд юаней. Объем внешней торговли частных предприятий Гуанси достиг 436,46 млрд юаней (+ 7,5 %); на их долю пришлось 62,9 % от общего объема внешней торговли автономного района.

## Транспорт

### Водный
Морские порты залива Бэйбу служат перевалочным узлом между странами АСЕАН и внутренними районами Южного и Юго-Западного Китая. Портовой инфраструктурой управляет компания Beibu Gulf Port Group. Основные причалы сосредоточены в округах Бэйхай, Циньчжоу и Фанчэнган. В 2022 году объем контейнерных перевозок в порту залива Бэйбу вырос на 16,78 % в годовом исчислении и составил 7,02 млн стандартных контейнеров (TEU); общий грузооборот увеличился на 3,7 % в годовом исчислении и составил 370 млн тонн. По грузообороту и контейнерообороту порт занял 10-е и 9-е места соответственно среди всех портов Китая.
Одобрено строительство 140-километрового судоходного канала Пинлу, который соединит реку Сицзян с портами в заливе Бэйбу.

### Железнодорожный
Крупнейшей транспортной артерией района являются железнодорожные линии, которые связывают порты залива Бэйбу с Западным, Южным и Восточным Китаем. Запущенный в 2017 году Новый международный торговый коридор «суша-море» представляет собой торгово-логистический путь, построенный совместно западными провинциями Китая и членами АСЕАН. В 2022 году объем внешней торговли провинций, находящихся вдоль данного коридора, через порты в Гуанси составил более 500 млрд юаней (69,93 млрд долл. США); в первом полугодии 2023 года данный показатель превысил 290 млрд юаней, увеличившись почти на 50 % в годовом исчислении. В 2022 году интермодальные грузовые поезда совершили более 8 820 рейсов из портов Гуанси.

## Культура
Объектами всемирного наследия ЮНЕСКО на территории Гуанси-Чжуанского автономного района являются Наскальная живопись Хуашань, а также два объекта в составе Южно-Китайского карста: Гуйлиньский карст и Хуаньцзянский карст. В 17 км от города Гуйлинь расположена крупнейшая карстовая пещера в Китае — Пещера тростниковой флейты, очень популярная среди туристов.
В 1979 году в пещере Лунлинь был обнаружен человек из Оленьей пещеры — предположительно новый вид вымерших людей. Из скальной породы кости были извлечены лишь в 2009 году.
Среди чжуанов и других народностей автономного района популярен традиционный праздник Саньюэсань, который ежегодно отмечают в третий день третьего месяца по лунному календарю. Во время празднования исполняют танцы с бамбуковыми шестами «чжуганьу» и готовят разноцветный клейкий рис.

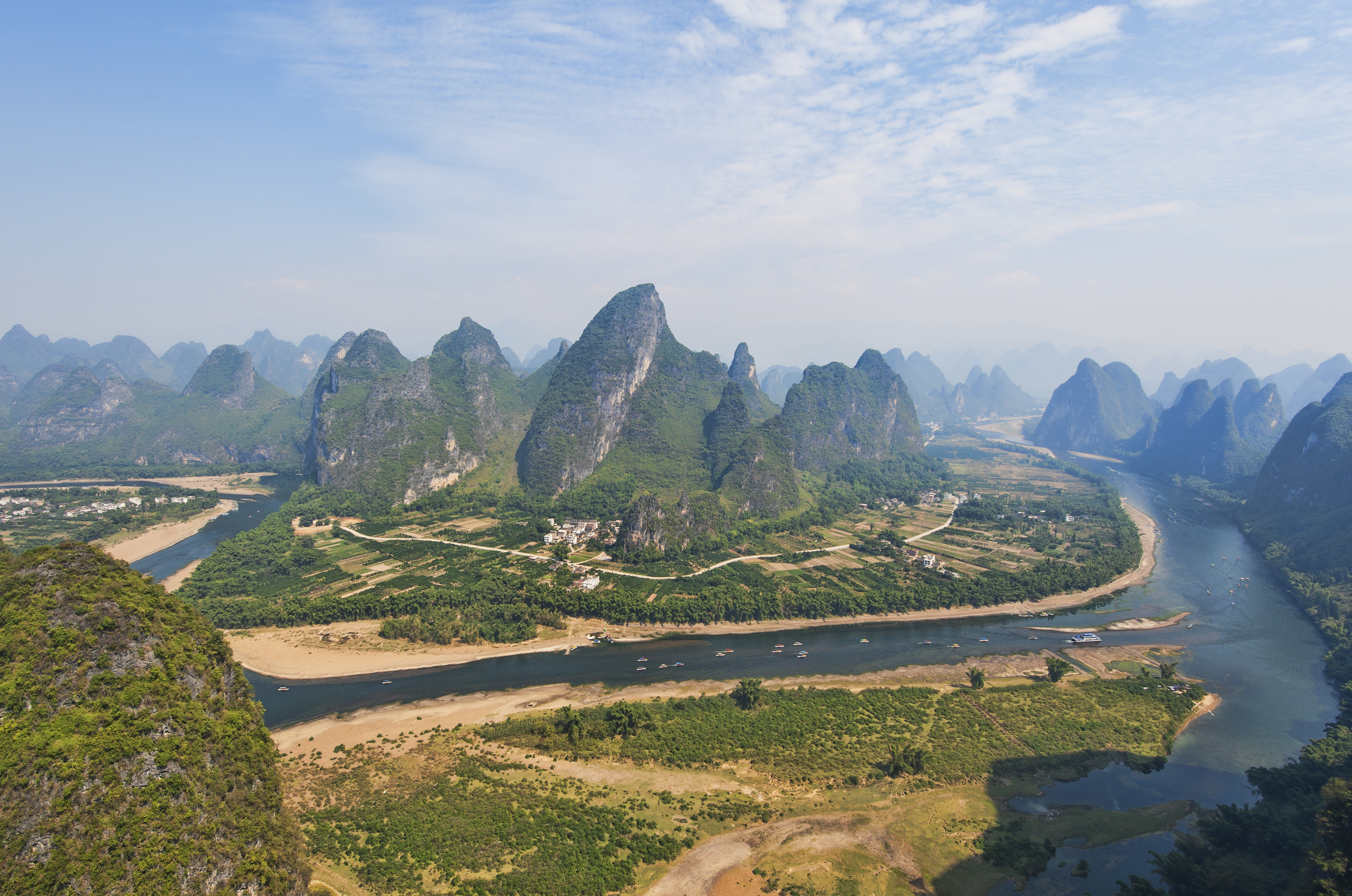
Холмы в долине Ли
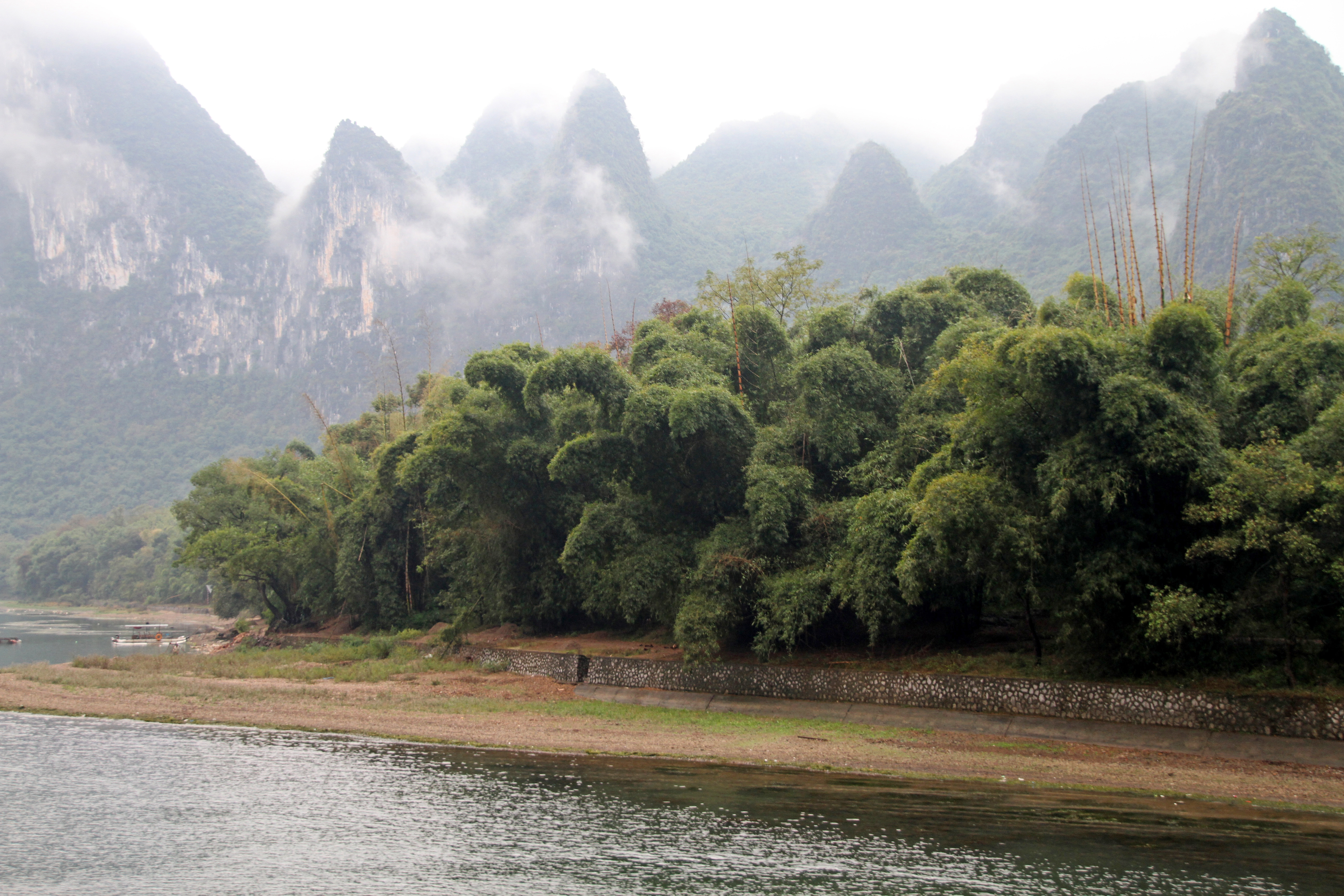
Долина реки Ли
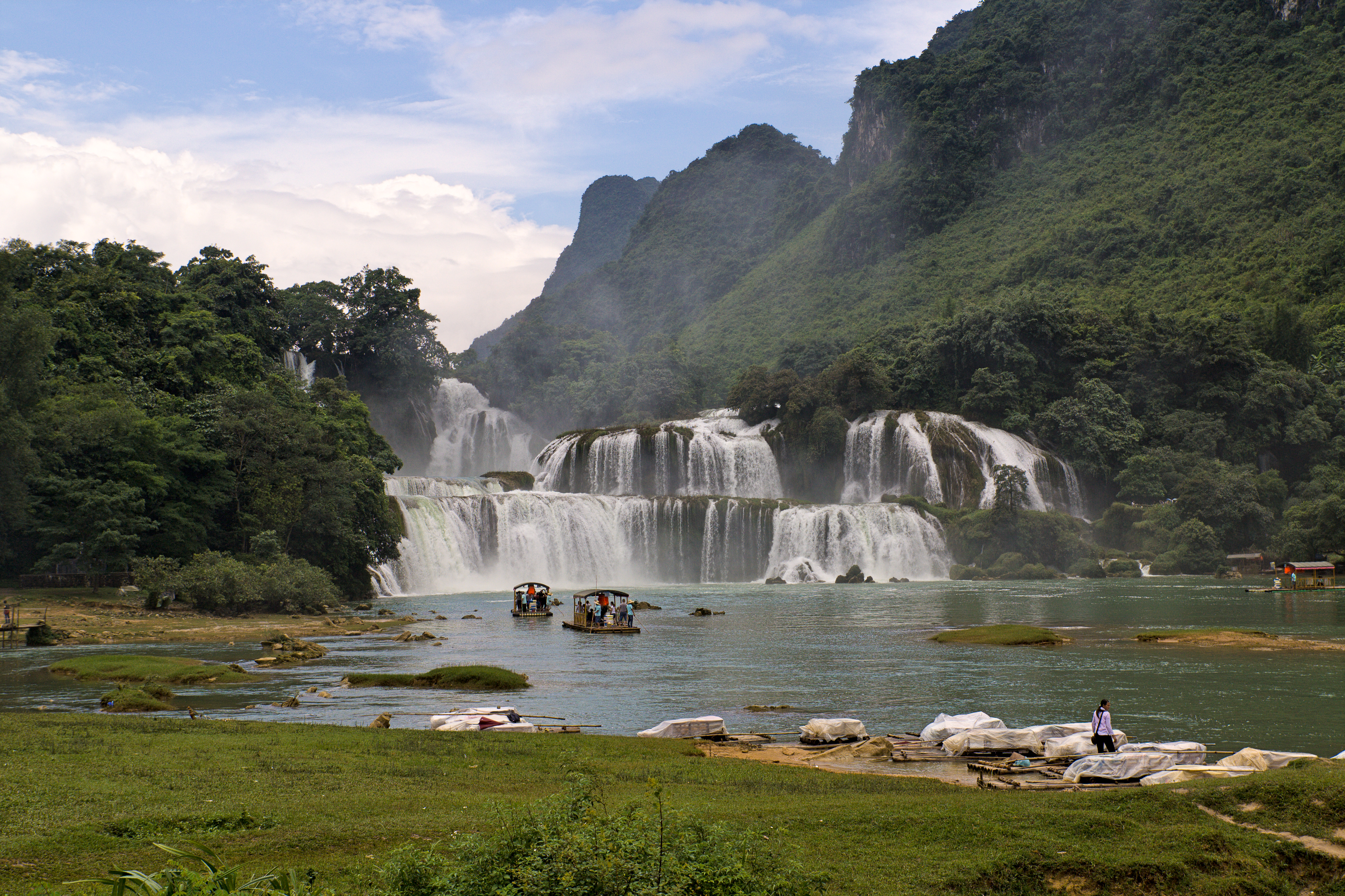
Водопад Дэтянь
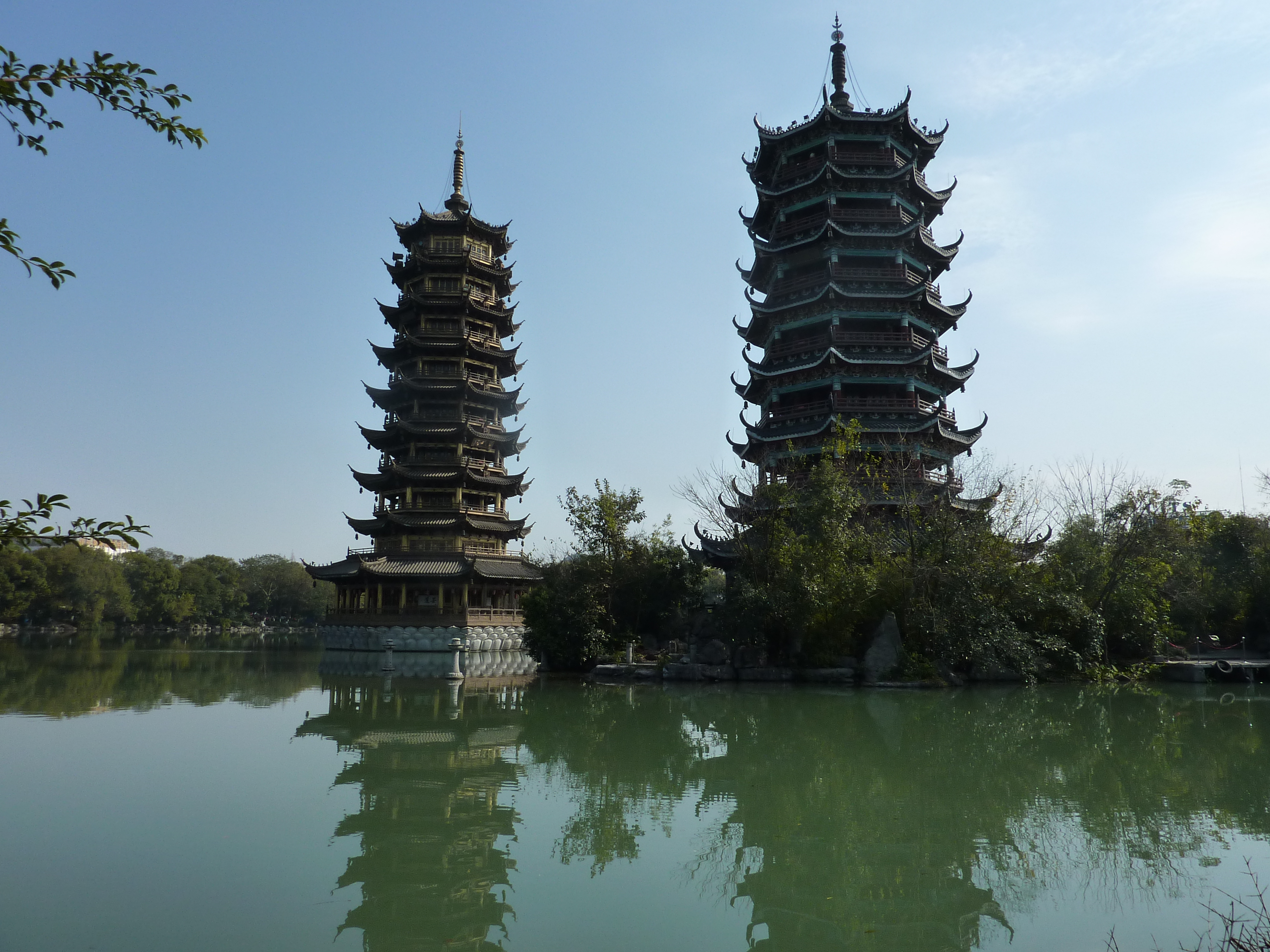
Пагоды в Гуйлине
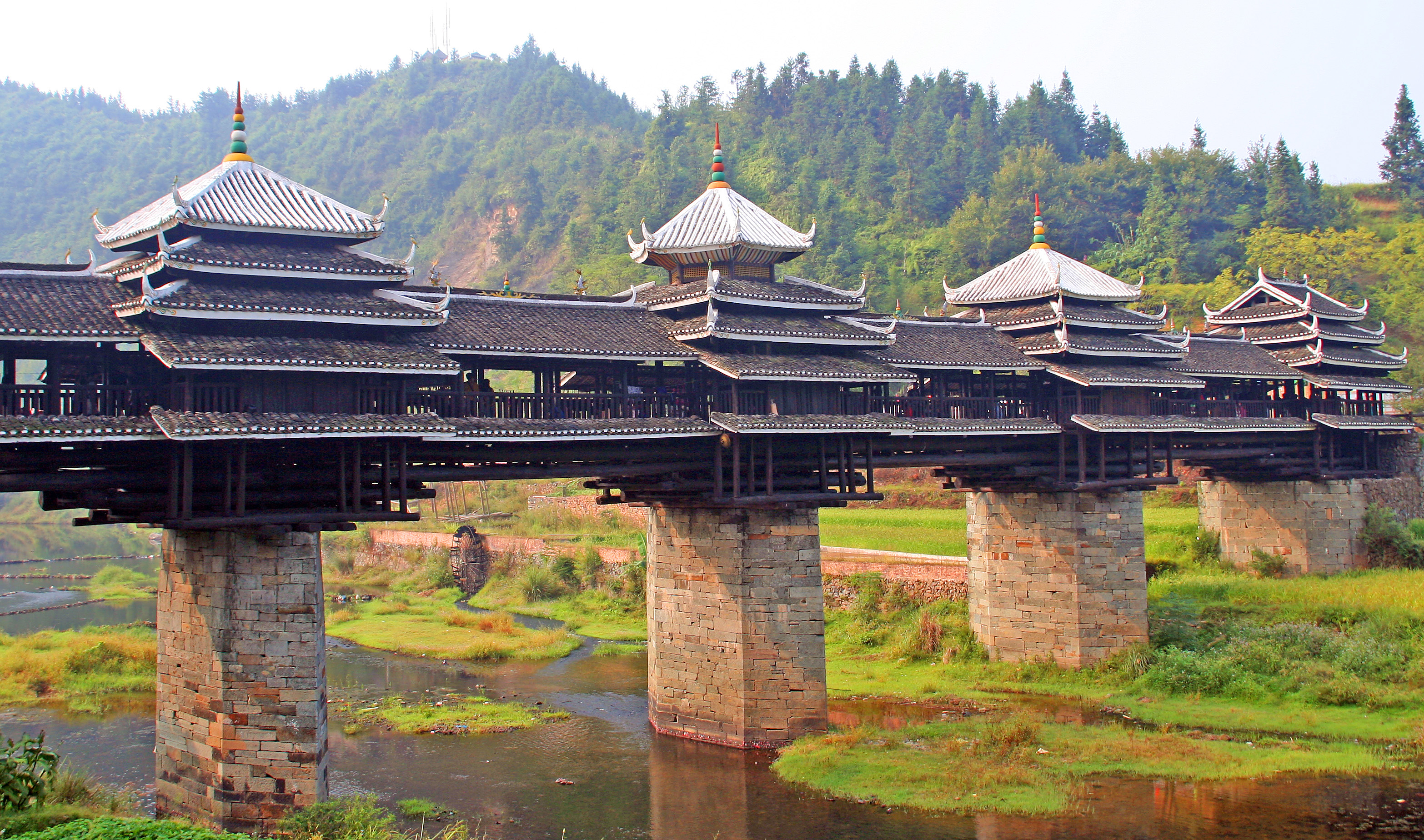
Мост Юнцзи

## Наука

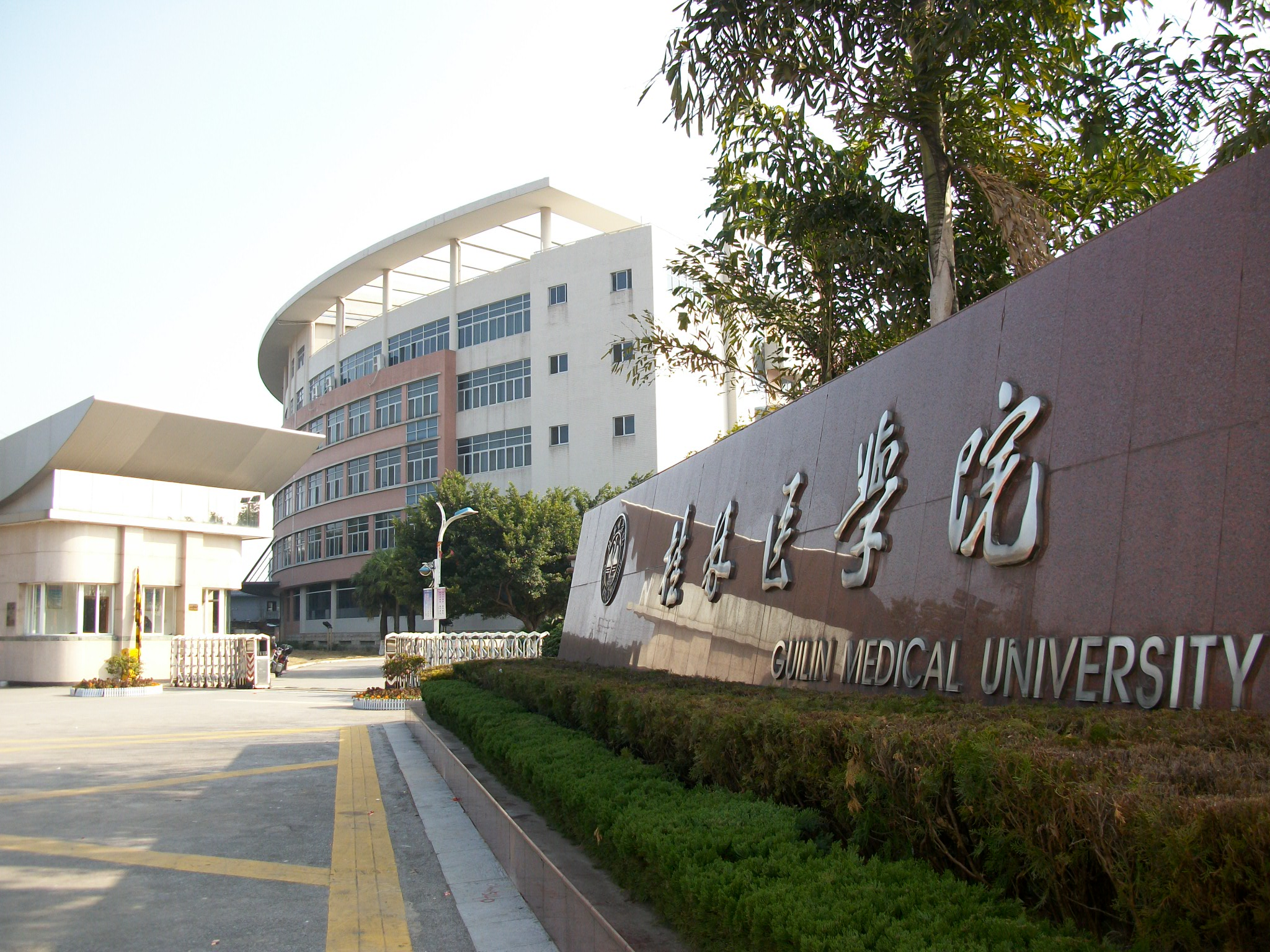
Гуйлиньский медицинский университет

Ведущими научно-исследовательскими учреждениями Гуанси являются университет Гуанси (Наньнин), Медицинский университет Гуанси (Наньнин), Гуйлиньский медицинский университет (Гуйлинь), Педагогический университет Гуанси (Гуйлинь), Первая аффилированная больница Медицинского университета Гуанси (Наньнин), Гуйлиньский университет электронных технологий (Гуйлинь).